# Чечкино-Богородское
Че́чкино-Богоро́дское — село в Шуйском районе Ивановской области России, входит в состав Васильевского сельского поселения.

## География
Село расположено в 6 км к северу от центра поселения села Васильевского и в 22 км к северо-востоку от города Шуя.

## История
Впервые упоминается в писцовой книге Матницкого стана Суздальского уезда 1627/28—1629/30 гг. До тридцатых годов XVIII столетия Чечкино было сельцом, в 1730 году владелец Чечкина, князь Иван Алексеевич Урусов основал в нём церковь, которая была освящена в честь Владимирской иконы Божией Матери, с этого времени бывшее сельцо стало именоваться селом Богородским-Чечкиным. В 1797 году на средства прихожан была сооружена каменная церковь и освящена в прежнее наименование — в честь Владимирской иконы Божьей Матери. Колокольня при церкви тоже каменная. В 1862 году отдельно от холодной церкви прихожане своими средствами построили тёплую каменную пятиглавую церковь. Престолов в ней было три: главный — в честь Святителя и Чудотворца Николая (освящён в 1862 году) и придельные: в честь Казанской иконы Божией Матери (освящён в 1865 году) и в честь Зачатия Иоанна Предтечи (освящён в 1872 году). С 1883 года в селе существовала земская школа.
Во второй половине XIX — начале XX века село являлось центром Чечкино-Богородской волости Шуйского уезда Владимирской губернии. В 1859 году в селе числилось 52 двора, в 1905 году — 41 двор.
Основным занятием населения было шитье рукавиц.
Как отмечал в «Статистическом сборнике» Василий Добронравов, приход церковного комплекса в Чечкино-Богородском был довольно значительным: «Всех дворов в приходе 800, душ мужского пола 1,062 и женского пола 1,215 душ; в том числе раскольников: мужского пола 2 души и женского пола 1 душа.». Помимо села в приход входили деревни: Репино, Власьево, Бараниха, Надорожново, Скоморохово, Гулимово, Гари, Никитинское, Шагино, Марьино, Станки, Муравьево, Чанново, Самулиха, Дехтярново, Рыжковка, Ломки, Блудницыно и Водяново. Расстоянием от церкви деревни находятся не далее 6 верст.

## Население
| 1859 | 1905 | 2010 |
| ---- | ---- | ---- |
| 268  | ↘259 | ↘93  |

## Достопримечательности

### Храмовый комплекс
В селе расположены недействующие церковь Владимирской иконы Божией Матери и церковь Николая Чудотворца.

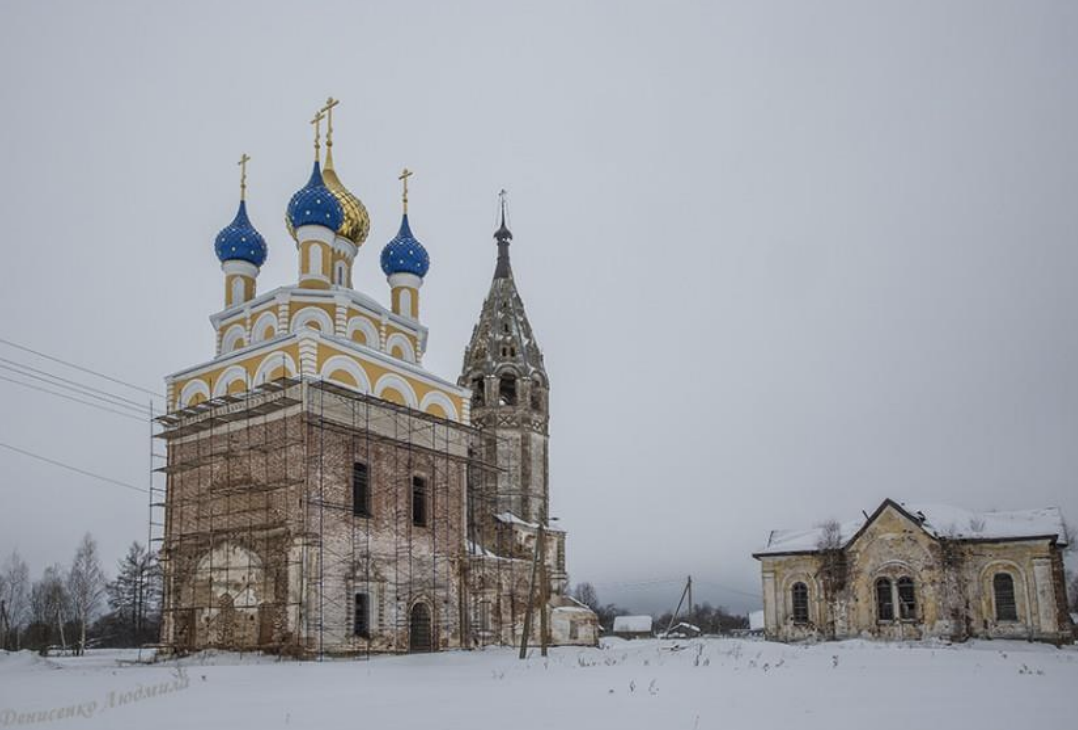
Общий вид

Церковь, построенная в 1730 году по обету князем Иваном Урусовым, была деревянной. В 1797 году на средства прихожан была воздвигнута каменная церковь с колокольней с прежним посвящением в честь Владимирской иконы Божьей Матери.

В 1862 году к юго-западу от холодной церкви была построена тёплая каменная пятиглавая церковь с тремя престолами: главным — в честь Святителя и Чудотворца Николая (освящение в 1862 году) и придельными в честь Казанской иконы Божией Матери (освящён в 1865 году) и в честь Зачатия Иоанна Предтечи (освящён в 1872 году).

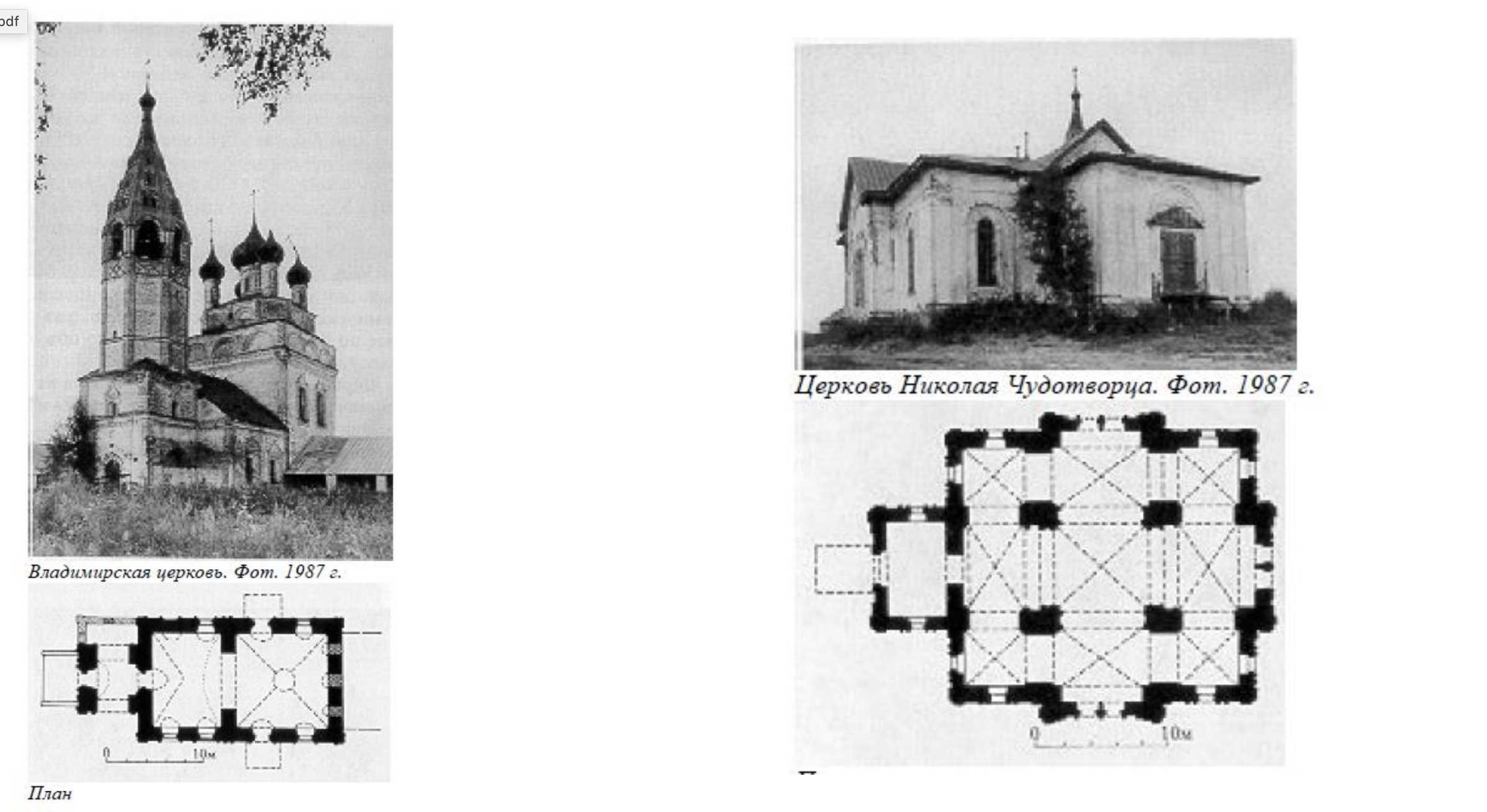
Планы. «Свод памятников архитектуры и монументального искусства России. Ивановская область. Часть 3», 2000

Церковный ансамбль дополняла богадельня. Комплекс был обнесён оградой с каменными часовнями (1828). Богадельня и ограда утрачены.

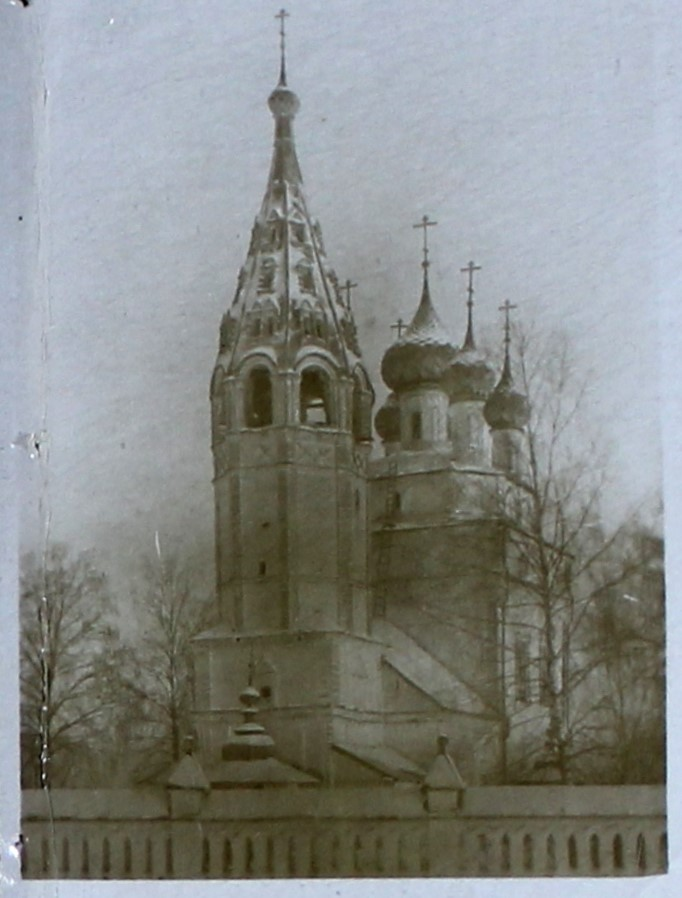
Церковь Владимирской иконы Божией Матери. 1935 г.

Церковь Владимирской иконы Божией матери была выстроена из кирпича и побелена. Состоит из основного объёма (двусветный пятиглавый четверик), низкой трапезной и шатровой колокольни. Сохранность памятника плохая: утрачены апсида и южная палатка колокольни. Декор церкви лаконичный и сдержанный. Широкий наборный пояс в аттиковом ярусе раскрепован под кокошниками и имеет многопрофильные архивольты. Углы объёмов украшены пучками узких лопаток. Окна заглублены в массив стены и обрамлены наборными наличниками с бусинами или декорированы рустом. Используется также мотив гребешковых завершений. Прямоугольные проёмы на боковых фасадах четверика укрупнены и расположены по двум осям. В нижнем свете на западных осях расположены входы. Они выделены килевидными перспективными порталами.
Углы второго яруса шатра колокольни декорированы рустом. Шатёр прорезан тремя ярусами слухов.
Внутреннее пространство схоже с церковью Усекновения главы Иоанна Предтечи в селе Парском. Четверик перекрыт сомкнутым сводом со световым кольцом центрального барабана, в трапезной — полулотковый с распалубками над проёмами. Роспись храма была выполнена масляными красками в 1868 году мастером Петром Ефграфовым на средства купца М. И. Тсорина. Остатки росписи сохранились фрагментарно.
Для сцен нижнего яруса был выбран более тёплый, яркий колорит. Для верхних — светлый и холодный. В своде располагалась «Новозаветная Троица», на западном лотке — «О тебе радуется». Сцены на северной и южной стенах были поделены на ярусы:
- в верхнем были изображены фигуры евангелистов с символами и сцена из евангельского цикла;
- в нижнем — евангельские композиции в простенках между окнами.

На западной стене главное место занимало «Вознесение Богоматери».
Церковь Николая Чудотворца — более поздняя, тёплая, была также построена из кирпича и оштукатурена. Она представляет собой четырёхстолпный храм, выполненный в русско-византийских формах. Утрачено пятиглавое завершение. В плане церковь представляет собой чуть вытянутый по продольной оси прямоугольник, однако ризалиты алтарной части и боковых фасадов, а также крупный притвор западного фасада придают плану крещатую форму.
В убранстве фасадов используется мотив лопаток, которыми декорированы края объёмов, и филёнок, которыми оформлены ризалиты под щипцовым покрытием. В них вписаны сдвоенные арочные окна с гирькой. Для остальных арок выбираются гладкие наличники.
Об интерьере Никольской церкви почти ничего неизвестно. Предположительно, внутреннее пространство было поделено на ячейки столбами сложной формы и было перекрыто крестовыми сводами.
В селе сохранились кладбищенские ворота конца XIX в. и часть ограды.
С 2017 года комплекс реставрируют.

### Памятники природы
У села Чечкино-Богородское, в 5 км севернее от с. Васильевского на территории ОГУ "Шуйский лесхоз" Васильевское лесничество, расположен  памятник природы регионального значения - Чечкино-Богородский парковый лес. ООПТ образован 22 февраля 1965 года как "место массового отдыха трудящихся".

## Известные люди, связанные с селом
Жижин Иван Ипатьевич (1892-1933) - участник Первой мировой войны, поэт, журналист.
Годовицин Валерий Васильевич (род. 1939) - заслуженный врач России, краевед, член Союза писателей России